# 大溪峨螺
大溪峨螺（学名：Colus tashiensis），是新腹足目峨螺科Colus属的一种。主要分布于台湾，常栖息在深海。